# یوهان هوشکا
یوهان هوشکا (انگلیسی: Johann Houschka; ۲۱ اکتبر ۱۹۱۴ – ۲۷ مهٔ ۱۹۸۳) بازیکن هندبال اهل اتریش بود.